# Negerjazz
Negerjazz var en tidig benämning på den jazzmusik som växte fram i 1930-talets USA. 
Musikerna, utövarna och publiken av denna (på 1930-talet) moderna musikform bestod främst av svarta/afroamerikaner från USA:s fattigare delar och fick därav namnet negerjazz. 
Negerjazz är en försvenskning av det amerikanska uttrycket negro jazz.
Uttrycket negerjazz försvann successivt när denna musikform växte i popularitet under 30-talet och jazzen kom sedermera att kallas just bara jazz. Att fler och fler ur den vita amerikanska befolkningen spelade och lyssnade till musikformen gjorde ordet neger i negerjazz överflödigt. Att benämningen kunde anses nedlåtande kan också ha spelat roll och skyndat på avvecklingen.
Det svenska ordet negerjazz används väldigt sällan numera men har dykt upp i några sammanhang under modern tid, då i en mer skämtsam ton och inte sällan med uppenbart rasistiska drag. Den finska musikern M.A. Numminen gjorde till exempel en LP 1972 med titeln "Äkta finsk negerjazz på svenska" (Love Records LRLP-46). Den svenske komikern Fredrik Lindström gjorde 2001 en dokumentär om den påhittade svenska artisten Harry Viktor vars största hit under 30-talet skulle ha hetat "Nu ska vi dansa negerjazz".